# Ulrich Hommes
Ulrich Hommes (* 7. Oktober 1932 in Freiburg im Breisgau) ist ein deutscher Philosoph.

## Leben
Ulrich Hommes ist eines von acht Kindern des Philosophen und Schriftstellers Jakob Hommes. Er wurde an der Universität Freiburg in Philosophie (Dissertation 1957) und in Rechtswissenschaften (Dissertation 1960 und 1962) promoviert. Die Habilitation erfolgte 1966 an der Universität München.
Während der Zeit von Max Müller als Herausgeber des Philosophischen Jahrbuchs war er dort bis 1969 Schriftleiter. In dieser Funktion folgten ihm Alois Halder und Arno Baruzzi; Herausgeber wurde Hermann Krings. Seit 1967 lehrte er als ordentlicher Professor für Philosophie am Institut für Philosophie der Universität Regensburg. 2000 wurde er emeritiert.
Hommes lieferte zahlreiche Beiträge für Rundfunk und Fernsehen. Er saß ab Anfang der 1970er Jahre für die Bayerischen Universitäten und Hochschulen im Rundfunkrat des Bayerischen Rundfunks, war ab 1991 Mitglied und später auch Vorsitzender des ARD-Programmbeirats sowie auch Mitglied des Programmbeirats des deutsch-französischen Kulturkanals ARTE.
Er fungierte auch als Vorsitzender des Freundeskreises der Regensburger Domspatzen und viele Jahre als stellvertretender Vorstand der Stiftung Regensburger Domspatzen.

## Veröffentlichungen
Universitätsschriften:
- Hegel und Feuerbach. Eine Untersuchung der Philosophie Feuerbachs in ihrem Verhältnis zum Denken Hegels. Dissertation, Philosophische Fakultät. Universität Freiburg i. Br., 1957.
- Der mögliche Ort des Rechts im Denken von Karl Jaspers. Dissertation Rechts- u. staatswissenschaftliche Fakultät. Universität Freiburg i. Br., 1960.
  - = Die Existenzerhellung und das Recht (= Philosophische Abhandlungen 20). Klostermann Verlag, Frankfurt am Main 1962.
- Transzendenz und Personalität. Zum Begriff der Action bei Maurice Blondel. [Teilweise zugleich Habil.-Schr., Philosophische Fakultät, Universität München], Klostermann Verlag, Frankfurt am Main 1965.

Publikationen (Auswahl):
- Erinnerung an die Freude. Wegzeichen für die Suche nach Sinn. Verlag Herder, Freiburg i. Br./ Basel/ Wien 1978, ISBN 3-451-07643-8.
- mit Erika Eichenseer: Es liegt an uns. Gespräche auf der Suche nach Sinn. Verlag Herder, Freiburg i. Br./ Basel/ Wien 1980, ISBN 3-451-07848-1. (2. Auflage 1982)
- mit Paul-Werner Scheele: Was zählt wirklich? Echter Verlag, Würzburg 1981, ISBN 3-429-00717-8.
- Freude an der Leistung? Katholisches Militärbischofsamt (Hrsg.), Bonn 1982.
- Dem Leben vertrauen. Woran man sich halten muss, damit es gut ist dazusein. Verlag Herder, Freiburg i. Br./ Basel/ Wien 1982, ISBN 3-451-07811-2.
- Zu dir selbst. Marc Aurel. Auswahl und Einführung von Ulrich Hommes. Mittelbayerische Druckerei- und Verlagsgesellschaft, Regensburg 1990, ISBN 3-921114-18-7. [4. überarbeitete Auflage 1998]
- Auf dem Weg zur Ich-Gesellschaft? Stadt Friedrichshafen (Hrsg.), Friedrichshafen 1991, ISBN 3-926162-22-8.
- Der Glanz des Schönen. Buchverlag der Mittelbayerischen Zeitung, Regensburg 1992, ISBN 3-927529-07-9.
- Über die Leichtigkeit. Mittelbayerische Druckerei- und Verlagsgesellschaft, Regensburg 1997, ISBN 3-931904-12-1.
- mit Joseph Michael Neustifter: Neustifter. Verlag Schnell und Steiner, Regensburg 2002, ISBN 3-7954-1490-3.
- mit Joseph Michael Neustifter: Benedikt-Säule in Velletri, Italien. Verlag Schnell und Steiner, Regensburg 2008, ISBN 978-3-7954-2055-0.

## Auszeichnungen
- 1988: Bundesverdienstkreuz 1. Klasse
- 1994: Freundeszeichen der Katholischen Akademie in Bayern[10]
- 2008: Albertus-Magnus-Medaille